# Khasiseglare
Khasiseglare (Apus acuticauda) är en hotad fågel i familjen seglare som är endemisk för nordöstra Indien.

## Utseende och läten
Khasiseglare är en 17–18 cm lång och slank medlem av familjen. Fjäderdräken är helmörk med fjällig undersida och djupt kluven stjärt. Den tenderar att ha mörk strupe. Lätet om hörs vid boplatsen beskrivs som ett ljud, snabbt och darrande "tsrr'i'i'i'i" och "tsrr'i'i'i'i'is'it".

## Utbredning och status
Bara ett fåtal häckningskolonier är kända, vid foten av Himalaya i Bhutan, och i bergen i Meghalaya, Nagaland och Mizoram i nordöstra Indien. Den är en flyttfågel men dess övervintringsområden är så gott som okända. Det finns säkra observationer av arten året runt i Indien och under icke häckningsperiod ifrån nordvästra Thailand och Yunnan i Kina. Vid kända kolonier häckar alltifrån ett fåtal till upp emot 200 individer och den totala populationen uppskattas inte uppgå till mer än cirka 900–10 000 vuxna individer. IUCN kategoriserar arten som nära hotad.